# Santa Cruz dos Milagres
Santa Cruz dos Milagres är en kommun i Brasilien.   Den ligger i delstaten Piauí, i den östra delen av landet, 1 300 km nordost om huvudstaden Brasília. Antalet invånare är 3 794.
Omgivningarna runt Santa Cruz dos Milagres är huvudsakligen savann. Runt Santa Cruz dos Milagres är det mycket glesbefolkat, med 3 invånare per kvadratkilometer.